# Медаковић
Медаковић, или колоквијално Медак, насеље је у Београду. Највећим делом се налази на територији градске општине Вождовац, а мањи део насеља Медаковић 3 се налази у градској општини Звездара. Окружено је мото-путем М11 и насељем Коњарник са једне стране и насељем Браће Јерковић са друге стране.
Састоји се од неколико мањих насеља: Медаковић I, Медаковић II, Медаковић III и Медаковић Падина. Насеље је добило име по новинару Милораду Медаковићу.

## Значајни објекти
На Медаковићу се налази православни храм Светог Јована Владимира, који припада Архиепископији београдско-карловачкој.

## Превоз
Путничким возилом се у Медаковић долази са ауто-пута, са Коњарника или из насеља Браће Јерковић.
Са Коњарника на Медаковић се прелази преко „Плавог моста”, који се налази у продужетку улице Војислава Илића.
На ауто-путу постоје искључења непосредно испред Плавог моста (у оба правца) за Медаковић насеље.
Из насеља Браће Јерковић се до Медаковића долази кружним путем.
Јавним градским превозом до Медаковића се стиже тролом број 29 или аутобусом 18. Од мање прометних аутобуса ту су линије број 20 и број 30. Све те линије имају почетну станицу на Медаковићу, а док линије број 20 и 50 пролази кроз насеље. Линија 26Л повезује насеље Медаковић 3 са насељем Браће Јерковић падина.

## Историја
Пошто су приликом градње Ауто-пута срушене неке куће, нове су саграђене на ледини између Централног гробља и Маринкове баре, на Маринковом брду, у Медаковићевој улици. Током 1963. је изграђено 47 једноспратних зграда са 140 станова.